# Jaume Duch Guillot
Jaume Duch Guillot (Barcelona, 4 de febrero de 1962) es un abogado, profesor universitario y periodista español que se desmpeña como portavoz y director general de Comunicación del Parlamento Europeo, cargo que asumió en febrero de 2017 tras más de una década como Director de Medios de Comunicación de la institución.
Es autor de diversas publicaciones, artículos y comunicaciones sobre cuestiones relativas a las instituciones de la Unión Europea (UE), al derecho comunitario y a la comunicación europea. Además ejerce como ponente en numerosas jornadas de estudios, conferencias y seminarios.
Desde junio de 2014 es miembro del Consejo consultivo de la Fondation Jean Monnet.

## Biografía
Jaume Duch nació en Barcelona el 4 de febrero de 1962. Vive en Bruselas, está casado y tiene tres hijos. Cuando apenas era un adolescente, la transición política que vivía su país despertó su pasión por la política y le hizo colaborar con diversas iniciativas. Se licenció en Derecho por la Universidad de Barcelona (1980-1985).
Duch habla castellano, catalán, francés, inglés e italiano y tiene conocimientos básicos de alemán.

## Trayectoria profesional
Fue profesor de Derecho Internacional Público en la Universidad de Barcelona, labor que compaginó con la coordinación de seminarios sobre Instituciones y Políticas Comunitarias en un momento marcado por la adhesión de España a la entonces Comunidad Europea.

### Parlamento Europeo
Empezó su andadura en el Parlamento Europeo como asistente parlamentario. En 1989 aprobó las oposiciones a funcionario del Parlamento Europeo con el número uno de la promoción y en febrero de 1990 se incorporó a la secretaría general de la institución. Desde entonces siempre ha desempeñado labores relacionadas con la comunicación, como la de jefe de la sala de prensa o consejero de prensa y portavoz del entonces presidente del Parlamento Europeo José María Gil-Robles, entre otras. En julio de 2006 ocupó el cargo de Director de Medios de Comunicación y portavoz del Parlamento Europeo, cargo que asumió de forma interina y desde julio de 2008 como posición permanente.
En febrero de 2017 fue designado como director general de Comunicación del Parlamento Europeo, cargo que sigue desempeñando junto al de portavoz. En calidad de portavoz de la Eurocámara, Duch Guillot responde ante los medios de comunicación acreditados en Bruselas en materias referentes al Parlamento Europeo como institución. Suele dirigir ruedas de prensa sobre las actividades que realiza la Eurocámara, es el encargado de gestionar posibles crisis de comunicación y sirve de apoyo al presidente del Parlamento Europeo en sus relaciones con los medios de comunicación. Para llevar a cabo estas tareas trabaja en estrecha colaboración con los eurodiputados, el Gabinete del Presidente y el Secretariado General.
Asimismo, ocupa el cargo de director general de Comunicación del Parlamento Europeo. Su puesto abarca el Directorado de Medios de Comunicación -que engloba el servicio de prensa, la unidad encargada de la comunicación en línea de la institución, los servicios audiovisuales y la televisión en línea 'EuroparlTV'-, el servicio de Relaciones con los Ciudadanos y las Oficinas de Información del Parlamento Europeo en los Estados miembros.

## Reconocimientos
En 2017 recibió el “Premio al Mejor Portavoz”, otorgado por el Colegio de Periodistas de Cataluña.
En diciembre de 2016 fue premiado por Aquí Europa, publicación española especializada en información sobre la Unión Europea, en la categoría de “Distinguida personalidad española en comunicación que ha promovido el proyecto europeo”.